# Hautes-Alpes
Hautes-Alpes ( fransk udtale ?) er et fransk departement i regionen Provence-Alpes-Côte d'Azur. Hovedbyen er Gap, og departementet har 121.419 indbyggere (1999).
Der er 2 arrondissementer, 15 kantoner og 167 kommuner i Hautes-Alpes.